# Flaskeskib
Et flaskeskib er en naturtro model af et skib (som regel et sejlskib), som er placeret indeni en glasflaske. Skibet er som regel større end diameteren på flaskens åbning. Skibets mast og rigning er ved indførelsen i flasken sammenfoldet. Når modellen er på plads, rejses masterne ved hjælp af nogle i forvejen anbragte snore, der siden brændes eller skæres af. Havet i flasken kan være linoliekit som er farvet med knust farvekridt eller oliemaling.

## Historie
Flaskeskibsbyggernes store tid var i midten og i den anden del af det 19. århundrede. Nogle af de bedste flaskeskibe er i nutiden opbevaret i en stor del af verdens maritime museer. Denne tid var identisk med de store sejlskibe, der rejste i Kejserriget Kina, til Australien, Chile og tilbage til Europa, for at dække forsyningerne af te, uld, salpeter og andet gods. På disse lange sørejser passserede sejlskibene ofte zoner med godt vejr, hvor skibene overvejende havde en god fart, lå relativt rolig i søen og sejlmanøvrerne var sjældne. Sømændene havde i de perioder tid til at fremstille nautiske genstande til eget brug af materialer der var for hånden. For eksempel flasker, træ, strikkegarn og tovværk, på hvalfangerskibene tænder fra hvaler og knogler. Den mest populære hobby var bygning af flaskeskibe.

## Flaskeskibe i Danmark
Flaske-Peters samling af flaske- og modelskibe har været udstillet i Ærøskøbings tidligere fattiggård siden 1943. Peter Jacobsen (1873-1960) fortsatte med at bygge flaskeskibe helt frem til sin død. Det blev til mere en 1.700 flaskeskibe og 50 store modelskibe. Samlingen, som rummer flaskeskibe der er over 100 år gamle, er den ældste af sin slags i verden. I samlingen ses også hans selvgjorte gravkors med syv flaskeskibe indbygget - et for hver af de syv verdenshave, som han igennem mange år som hovmester besejlede i adskillige nationers skibe.